# Bajazet (Vivaldi)
Bajazet (RV 703) è un dramma per musica in tre atti del compositore Antonio Vivaldi su libretto di Agostino Piovene. L'opera è conosciuta anche con il titolo originale, Il Tamerlano.
Composto nel 1735, ebbe la sua prima rappresentazione durante il carnevale dello stesso anno al Teatro Filarmonico di Verona.
La storia è incentrata sul destino di Bajazet (meglio conosciuto con il nome di Bajazet I) dopo la cattura da parte di Tamerlano.

## Primi interpreti
| ruolo     | tipologia vocale     | primi interpreti, 1735 |
| --------- | -------------------- | ---------------------- |
| Tamerlano | contralto (travesti) | Maria Maddalena Pieri  |
| Asteria   | contralto            | Anna Girò              |
| Irene     | soprano              | Margherita Giacomazzi  |
| Bajazet   | tenore               | Marc'Antonio Mareschi  |
| Idaspe    | soprano castrato     | Giovanni Manzuoli      |
| Andronico | soprano castrato     | Pietro Moriggi         |

## Struttura dell'opera

### Sinfonia
- Allegro
- Andante Molto
- Allegro

### Atti
| Atto  | Scena        | Recitativo/Aria                                                     | Personaggi                                    |
| ----- | ------------ | ------------------------------------------------------------------- | --------------------------------------------- |
| Act 1 | Scena 1      | Recitativo: Prence Lo so: vi devo                                   | Bajazet, Andronico                            |
| Act 1 | Scena 1      | Aria: Del destin non dee lagnarsi                                   | Bajazet                                       |
| Act 1 | Scena 2      | Recitativo: Non si perda di vista                                   | Andronico, Idaspe                             |
| Act 1 | Scena 2      | Aria: Nasce rosa lusinghiera                                        | Idaspe                                        |
| Act 1 | Scena 3      | Recitativo: Principe, or ora i greci                                | Tamerlano, Andronico                          |
| Act 1 | Scena 3      | Aria: In si torbida procella                                        | Tamerlano                                     |
| Act 1 | Scena 4      | Recitativo: Il Tartaro ama Asteria                                  | Andronico                                     |
| Act 1 | Scena 4      | Aria: Quel ciglio vezzosetto                                        | Andronico                                     |
| Act 1 | Scena 5-6    | Recitativo: Or sì, fiero destino                                    | Asteria, Tamerlano                            |
| Act 1 | Scena 5-6    | Aria: Vedeste mai sul prato                                         | Tamerlano                                     |
| Act 1 | Scena 7-8    | Recitativo: Non ascolto più nulla                                   | Bajazet, Asteria, Andronico                   |
| Act 1 | Scena 7-8    | Aria: Amare un'alma ingrata                                         | Asteria                                       |
| Act 1 | Scena 9      | Recitativo: Così la sposa il Tamerlano accoglie?                    | Irene, Andronico, Idaspe                      |
| Act 1 | Scena 9      | Aria: Qual guerriero in campo armato                                | Irene                                         |
| Act 1 | Scena 10     | Recitativo: È bella Irene                                           | Andronico                                     |
| Act 1 | Scena 10     | Aria: Non ho nel sen constanza                                      | Andronico                                     |
| Act 2 | Scena 1      | Recitativo: Amico, tengo un testimon fedele                         | Tamerlano, Andronico                          |
| Act 2 | Scena 2      | Recitativo: Sarete or ostinato                                      | Idaspe, Andronico                             |
| Act 2 | Scena 2      | Aria: Anche il mar par che sommerga                                 | Idaspe                                        |
| Act 2 | Scena 3      | Recitativo: Gloria, sdegno ed amore                                 | Asteria, Andronico                            |
| Act 2 | Scena 3      | Aria: Stringi le mie catene                                         | Asteria                                       |
| Act 2 | Scena 4      | Recitativo: Ah, disperato Andronico!                                | Andronico                                     |
| Act 2 | Scena 4      | Aria: La sorte mia spietata                                         | Andronico                                     |
| Act 2 | Scena 5      | Recitativo: Signor, vergine illustre                                | Idaspe, Tamerlano, Irene, Asteria             |
| Act 2 | Scena 5      | Aria: Cruda sorte, avverso fato!                                    | Tamerlano                                     |
| Act 2 | Scena 6      | Recitativo: Senti, chiunque tu sia                                  | Asteria, Irene                                |
| Act 2 | Scena 6      | Aria: La cervetta timidetta                                         | Asteria                                       |
| Act 2 | Scena 7      | Recitativo: Gran cose espone Asteria                                | Irene, Idaspe                                 |
| Act 2 | Scena 7      | Aria: Sposa, son disprezzata                                        | Irene                                         |
| Act 2 | Scena 8      | Recitativo: Dov'è mia figlia, Andronico?                            | Bajazet, Andronico                            |
| Act 2 | Scena 8      | Aria: Dov'è la figlia?                                              | Bajazet                                       |
| Act 2 | Scena 9      | Recitativo: Asteria, siamo al soglio...; Accompagnato: Odi, perfida | Tamerlano, Asteria, Bajazet, Irene, Andronico |
| Act 2 | Scena 9      | Quartetto: Sì crudel! questo è l'amore                              | Irene, Bajazet, Asteria, Tamerlano            |
| Act 3 | Scena 1      | Recitativo: Figlia, siam rei                                        | Bajazet, Asteria                              |
| Act 3 | Scena 1      | Aria: Veder parmi, or che nel fondo                                 | Bajazet                                       |
| Act 3 | Scena 2-3    | Recitativo: Andronico, il mio amore                                 | Tamerlano, Andronico, Asteria, Bajazet        |
| Act 3 | Scena 2-3    | Aria: Barbaro traditor                                              | Tamerlano                                     |
| Act 3 | Scena 4      | Recitativo: Lascerò di regnare                                      | Andronico                                     |
| Act 3 | Scena 4      | Aria: Spesso tra vaghe rose                                         | Andronico                                     |
| Act 3 | Scena 5-7    | Recitativo: Eccoti, Bajazette                                       | Tamerlano, Asteria, Andronico, Bajazet, Irene |
| Act 3 | Scena 5-7    | Arioso: Verrò crudel, spietato                                      | Bajazet                                       |
| Act 3 | Scena 8      | Recitativo: Signor, fra tante cure                                  | Irene, Tamerlano                              |
| Act 3 | Scena 8      | Aria: Son tortorella                                                | Irene                                         |
| Act 3 | Scena 9      | Recitativo: Signore, Bajazette                                      | Idaspe, Tamerlano, Andronico                  |
| Act 3 | Scena 10     | Accompagnato: È morto, sì, tiranno                                  | Asteria                                       |
| Act 3 | Scena 10     | Aria: Svena, uccidi, abbatti, atterra                               | Asteria                                       |
| Act 3 | Scena finale | Recitativo: Deh, tu cauto la segui                                  | Andronico, Irene, Tamerlano                   |
| Act 3 | Scena finale | Coro: Coronata di gigli e rose                                      | Tutti                                         |

## Origine delle arie
Bajazet è un pasticcio. Al tempo di Vivaldi era infatti comune pratica tra i compositori prendere in prestito e adattare arie di altri compositori in proprie opere. Vivaldi stesso compose per il Bajazet proprie arie per i personaggi buoni (Bajazet, Asteria, Idaspe), mentre per quelli malvagi (Tamerlano, Irene, Andronico) utilizzò le arie di altri compositori. Alcune arie furono riprese dalle precedenti opere di Vivaldi. La tabella sotto riporta l'origine di alcune delle arie impiegate nel Bajazet.
| Aria                                  | Compositore          | Opera                      | Nome originale                                        |
| ------------------------------------- | -------------------- | -------------------------- | ----------------------------------------------------- |
| Del destin non dee lagnarsi           | Antonio Vivaldi      | L'Olimpiade                | Del destin non vi lagnate                             |
| Nasce rosa lusinghiera                | Antonio Vivaldi      | Giustino, anche in Farnace | Senti l'aura lusinghiera / Scherza l'aura lusinghiera |
| In sì torbida procella                | Geminiano Giacomelli | Alessandro Severo          |                                                       |
| Vedeste mai sul prato                 | Johann Adolf Hasse   | Siroe re di Persia         |                                                       |
| Amare un'alma ingrata                 | Johann Adolf Hasse   | Siroe re di Persia         |                                                       |
| Qual guerriero in campo armato        | Riccardo Broschi     | Idaspe                     |                                                       |
| Non ho nel sen costanza               | Geminiano Giacomelli | Adriano in Siria           |                                                       |
| Anche il mar par che sommerga         | Antonio Vivaldi      | Semiramide                 |                                                       |
| Stringi le mie catene                 | Antonio Vivaldi      | Semiramide                 |                                                       |
| La sorte mia spietata                 | Johann Adolf Hasse   | Siroe re di Persia         |                                                       |
| La cervetta timidetta                 | Antonio Vivaldi      | Il Giustino                |                                                       |
| Cruda sorte, avverso fato!            | Antonio Vivaldi      | L'Adelaide                 | Vincerà la mia costanza                               |
| Dov'è la figlia?                      | Antonio Vivaldi      | Motezuma                   |                                                       |
| Sposa, son disprezzata                | Geminiano Giacomelli | Merope                     | Sposa, non mi conosci                                 |
| Sì crudel! questo è l'amore (quartet) | Antonio Vivaldi      | Farnace                    | Io crudel? giusto rigore                              |
| Veder parmi, or che nel fondo         | Antonio Vivaldi      | Farnace                    |                                                       |
| Spesso tra vaghe rose                 | Johann Adolf Hasse   | Siroe re di Persia         |                                                       |
| Verrò crudel, spietato                | Johann Adolf Hasse   | Siroe re di Persia         |                                                       |
| Svena, uccidi, abbatti, atterra       | Johann Adolf Hasse   | Siroe re di Persia         |                                                       |
| Coronata di gigli e di rose           | Antonio Vivaldi      | Farnace                    |                                                       |

## Discografia
| Anno | Cast (Bajazet, Tamerlano, Asteria, Andronico, Irene, Idaspe)                                            | Direttore       | Etichetta       |
| ---- | --- | --------------- | --------------- |
| 2005 | Ildebrando D'Arcangelo, David Daniels, Marijana Mijanovic, Elīna Garanča, Vivica Genaux, Patrizia Ciofi | Fabio Biondi    | Virgin Classics |
| 2019 | Bruno Taddia, Filippo Mineccia, Delphine Galou, Marina de Liso, Sophie Rennert, Arianna Vendittelli     | Ottavio Dantone | Naïve           |